# Critérium National de la Route 1972
Il Critérium National de la Route 1972, quarantunesima edizione della corsa, si svolse il 22 marzo su un percorso di 212 km, con partenza e arrivo a Belvès. Fu vinto per il secondo anno consecutivo dal francese Raymond Poulidor della Gan-Mercier-Hutchinson davanti ai suoi connazionali Alain Santy e Jean-Luc Molinéris. Con questa vittoria Poulidor eguagliò il record di cinque successi in questa competizione stabilito da Émile Idée negli anni '40.

## Ordine d'arrivo (Top 10)
| Pos. | Corridore                | Squadra                | Tempo    |
| ---- | ------------------------ | ---------------------- | -------- |
| 1    | Raymond Poulidor         | Gan-Mercier-Hutchinson | 5h14'44" |
| 2    | Alain Santy              | Bic                    | a 31"    |
| 3    | Jean-Luc Molinéris       | Sonolor-Lejeune        | a 1'36"  |
| 4    | Jacky Mourioux           | Gan-Mercier-Hutchinson | a 1'59"  |
| 5    | Christian Raymond        | Peugeot-BP-Michelin    | a 2'01"  |
| 6    | Raymond Delisle          | Peugeot-BP-Michelin    | a 2'06"  |
| 7    | Bernard Thévenet         | Peugeot-BP-Michelin    | a 2'24"  |
| 8    | Cyrille Guimard          | Gan-Mercier-Hutchinson | a 2'49"  |
| 9    | Daniel Ducreux           | Bic                    | s.t.     |
| 10   | Jean-Pierre Danguillaume | Peugeot-BP-Michelin    | s.t.     |